# Камино (Казерта)
Камино је насеље у Италији у округу Казерта, региону Кампанија.
Према процени из 2011. у насељу је живело 104 становника. Насеље се налази на надморској висини од 580 м.